# Lukullus

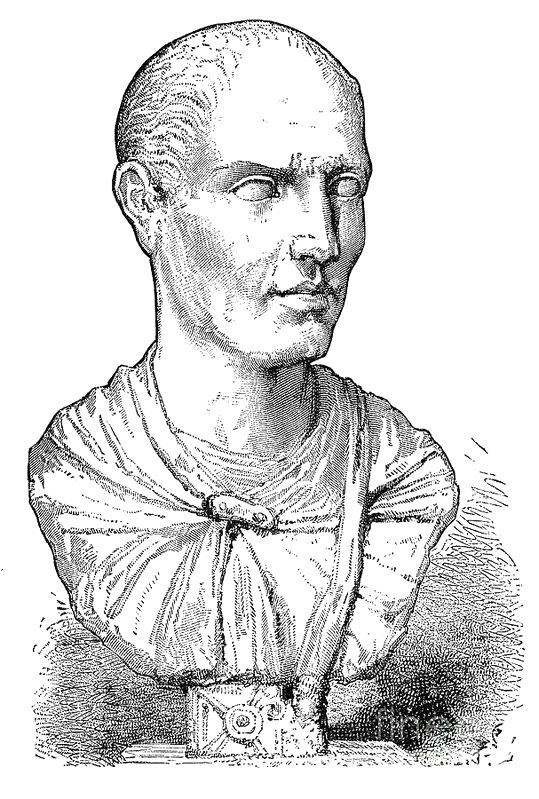
Lukullus (przypisywane mu popiersie portretowe ze zbiorów Ermitażu)

Lukullus, Lucius Licinius Lucullus (ur. 117 p.n.e., zm. 56 p.n.e.) – wódz rzymski i polityk, stronnik Sulli, rozsławiony zwycięstwami w wojnie z władcą Pontu Mitrydatesem VI Eupatorem.

## Pochodzenie. Poglądy polityczne
Pochodził ze znakomitej rodziny plebejskiej, był związany ze stronnictwem optymatów. Podczas tzw. wojny sprzymierzeńczej (90–88 p.n.e.) był oficerem w armii Sulli. Podczas przewrotu Sulli był jedynym wyższym oficerem, który przy nim pozostał. Po śmierci dyktatora ustanowiony, mocą testamentu, opiekunem jego nieletnich dzieci.

## W czasie wojen z Mitrydatesem

### I wojna
Podczas I wojny Rzymu z Mitrydatesem był kwestorem, a następnie dowodził siłami morskimi Sulli. W 87 lub 86 p.n.e. przebywał w Cyrenie, aby uregulować jej status. Zimą 87/86 p.n.e. został wysłany przez Sullę do Egiptu i Syrii dla pozyskania tam okrętów, przyłączenia do nich niewielkiej eskadry rodyjskiej i przyprowadzenia tych sił na wody greckie. Dotarłszy, po wielkich perypetiach na Wschód (m.in. został ograbiony przez piratów u wybrzeży Egiptu), spotkał się z odmową ze strony władców Egiptu i Syrii, obawiających się zadrażniania stosunków z Mitrydatesem. Faraon Ptolemeusz IX przyjął go niezwykle życzliwie, chcąc wymazać z jego pamięci przykre zdarzenie na morzu – wypłynął wraz z flotą mu na spotkanie i później przyjął niezwykle uroczyście w swoim pałacu w Aleksandrii, a przy pożegnaniu ofiarował mu złoty pierścień ze szmaragdem. Lukullus z początku odmawiał przyjęcia tak cennego daru, lecz gdy Ptolemeusz pokazał mu swój wizerunek wyryty na szmaragdzie, ustąpił.
Opuszczając Egipt, Lukullus otrzymał jedynie skromną eskortę kilku okrętów, które towarzyszyły mu do Cypru. Udało mu się jednak zebrać niewielką flotę, złożoną z okrętów z Rodos, Cypru, Fenicji i Pamfilii i, atakując po drodze nieprzyjacielskie wybrzeża, statki i obsadzając załogami kilka wysp i miast (Knidos, Samos, Chios, Kolofon), zdołał dotrzeć do Morza Egejskiego. Lukullus zresztą, zręcznie unikając bitwy z przeważającymi siłami morskimi Mitrydatesa, atakował jedynie mniejsze eskadry i odosobnione okręty. Gdy jednak Fimbria, który zajął Pergamon i zmusił rezydującego tam Mitrydatesa do ucieczki do pobliskiego portu Pitane, wezwał pomocy floty Lukullusa dla ujęcia króla, ten odmówił. Nie chciał jako arystokrata i zwolennik optymatów łączyć swych sił z popularami, chociaż w tym właśnie momencie mogło to zakończyć całą wojnę.
Flota Lukullusa udała się dalej ku Troadzie. U jej wybrzeży stoczyła dwie zwycięskie utarczki z nielicznymi eskadrami pontyjskimi, jedną koło przylądka Lektum, drugą koło wyspy Tenedos. Lukullus miał szczęście, gdyż nieprzyjaciel nigdy nie skierował większych sił przeciwko jego okrętom. Na bitwę z całą flotą wojenną Mitrydatesa w żadnym przypadku nie mógł się ważyć.
Do końca wojny flota Lukullusa przebywała w okolicach Hellespontu, zabezpieczając ewentualną przeprawę wojsk Sulli do Azji Mniejszej. Do tego jednak nie doszło. Obie strony były już poważnie wyczerpane wojną. Sullę wzywały zresztą do Rzymu pilne sprawy, ważniejsze zapewne dla niego niż wojna na Wschodzie. Mitrydates był pobity i czuł się zagrożony wtargnięciem Rzymian do Azji. Miał też kłopoty z buntującą się przeciw niemu ludnością na zajętych terenach. Wkrótce więc, w 85 p.n.e., doszło do zawarcia pokoju w Dardanos.

### Kariera polityczna
W 79 p.n.e. Lukullus sprawował edylat, w 78 p.n.e. – preturę, po czym otrzymał namiestnictwo prowincji Afryka. W 74 p.n.e. został konsulem.

### III wojna
Już jako konsul podczas II wojny z Mitrydatesem Lukullus wraz z Aureliuszem Kottą (drugim konsulem) stanął na czele armii rzymskiej na Wschodzie. Mając pod sobą wojska liczące 35 tysięcy żołnierzy, rozpoczął marsz z Cylicji przez Frygię ku Pontowi. Nie zbudował ani nie zebrał floty wojennej, pomimo że senat był skłonny przeznaczyć na to środki. Odmówił jako zwolennik zasady, iż sprzymierzeńcy Rzymu muszą przychodzić mu z pomocą w potrzebie. Na wieść o oblężeniu Chalkedonu, w którym zamknął się Kotta z armią, przez wojska Mitrydatesa, pośpieszył ze swoją armią na odsiecz. Zmusiło to Mitrydatesa do odstąpienia od oblężenia.
Następnie Lukullus pokonał armię pontyjską pod Kyzikos (obecnie Kadikóy) w 73 p.n.e. Mitrydates z resztkami swoich wojsk ewakuował się morzem do Lampsakos. Lukullus dotkliwie odczuwał brak floty i dostrzegł niebezpieczeństwa związane z działalnością floty pontyjskiej. Sam był doświadczonym dowódcą floty i w całej pełni doceniał jej rolę w wojnie, stąd też z wielką energią przystąpił do tworzenia floty rzymskiej, ściągając okręty ze sprzymierzonych miast azjatyckich. Wkrótce rozporządzał eskadrą złożoną z kilkudziesięciu jednostek (źródła nie podają dokładnej liczby).
Podczas gdy dwaj jego legaci – Wokoniusz Barba i Waleriusz Triariusz – pozostali z częścią okrętów nad Propontydą, zdobywając szereg tamtejszych miast, sarn wódz naczelny objął dowództwo nad podstawowymi siłami morskimi i wypłynął z nimi na Morze Egejskie przeciwko flocie Marka Mariusza, dowódcy przysłanego przez Sertoriusza, stojącego na czele floty Mitrydatesa. Najpierw niedaleko tzw. Portu Achajów, leżącego naprzeciwko Troi, zniszczył niewielką eskadrę pontyjską, a następnie zaskoczył główne siły Mariusza na wysepce Neae między Lemnos a Skyros i zadał im klęskę. W wyniku tych bitew oraz przyczyn losowych (wskutek burz morskich i zatonięć statków) flota Mitrydatesa przestała istnieć.
Dopiero wówczas, mając bezpieczne zaplecze, Lukullus podjął swą słynną ofensywę na lądzie, w której zadał nieprzyjacielowi wielkie straty oraz zajął Bitynię i Pont. W pościgu wkroczył do Armenii, w której władał zięć Mitrydatesa, Tigranes II Wielki. Odmówił on wydania teścia-zbiega. W latach 69–68 p.n.e. Lukullus prowadził kampanię wojenną przeciw Tigranesowi, którego pokonał w bitwie pod Tigranocertą (6 października 69 p.n.e.). Musiał jednak odstąpić od oblężenia Artaksaty, z powodu buntu we własnych oddziałach. Był bardzo blisko zakończenia wojny, ale bunt ten zmusił go do odwrotu i zaprzepaścił dotychczasowe osiągnięcia.

### Odwołanie ze Wschodu

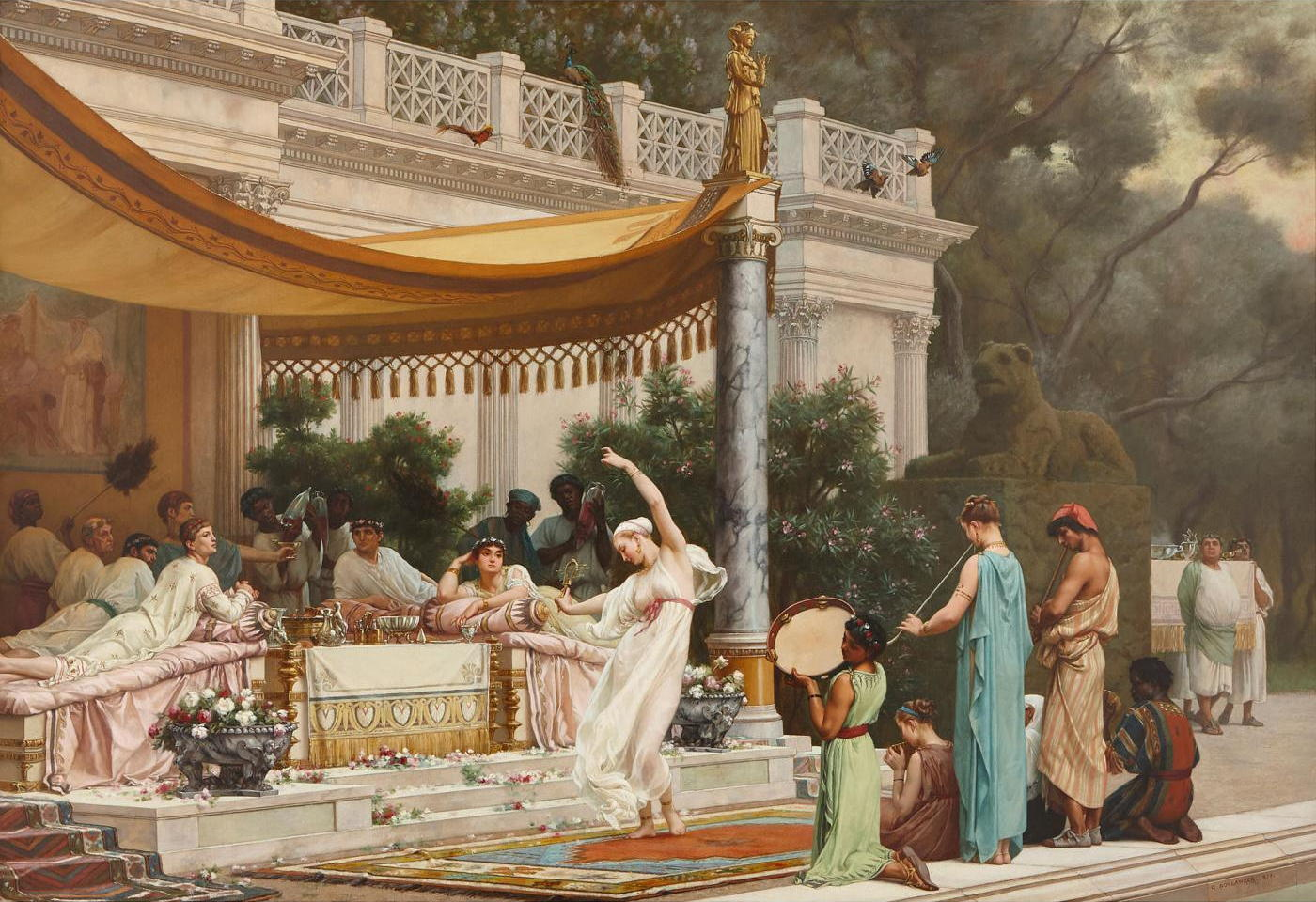
Uczta u Lukullusa (mal. Gustave Boulanger, 1877)

W czasie prowadzonych wypraw wprowadzał surową dyscyplinę i zakazywał swoim żołnierzom plądrowania miast greckich, czym zyskiwał sobie przychylność i szacunek ich mieszkańców, ale jednocześnie niechęć części swoich żołnierzy, którzy grabież traktowali jako stałe źródło zarobków. Lukullus naraził się również bardzo publikanom, ingerując w sprawy finansowe prowincji Azji. Była ona zrujnowana nałożoną przez Sullę kontrybucją w wysokości 20 tysięcy talentów (120 milionów denarów) jako karą za pomoc udzieloną Mitrydatesowi. Aby móc spłacić tę olbrzymią sumę, mieszkańcy prowincji zaciągali pożyczki u publikanów, którzy ciągnęli z tego lichwiarskie zyski. W rezultacie ich spekulacji zadłużenie Azji wynosiło w 71 p.n.e. 120 tysięcy talentów. Taki stan rzeczy zastał Lukullus i przeprowadził szereg zasadniczej wagi reform, dzięki którym zadłużenie mieszkańców prowincji zmniejszyła się do 40 tysięcy talentów; sumę zdołano spłacić w ciągu 4 lat. Istotnymi posunięciem Lukullusa było ograniczenie pobieranych procentów do 12% rocznie, zarządzenie to obowiązywało odtąd we wszystkich prowincjach rzymskich na terenie Azji Mniejszej. Te reformy administracyjno-gospodarcze Lukullusa wzbudziły z jednej strony szczerą wdzięczność ludności prowincji, z drugiej zaś powszechną nienawiść ekwitów. Ekwici, jako obrońcy publikanów i lichwiarzy, rozpoczęli w Rzymie zażartą agitację przeciw Lukullusowi, dążąc do zmiany dowództwa na Wschodzie. Jednym z argumentów było rzekome przedłużanie wojny na Wschodzie. Jedynym kandydatem, który mógł przeważyć pozycję Lukullusa jako wodza, był Gnejusz Pompejusz. W roku 66 p.n.e. trybun ludowy Maniliusz zgłosił na komicjach wniosek o przekazanie Pompejuszowi dowództwa w wojnie z Mitrydatesem. Duże znaczenie dla jego przeprowadzenia miało wystąpienie Cycerona, który wygłosił mowę De irnperio Cn. Pompeii. Cyceron występował w niej jako obrońca interesów ekwitów, w szczególności publikanów z prowincji Azji oraz jako entuzjasta uzdolnień wodzowskich Pompejusza. Wniosek bez przeszkód uchwalono (tzw. Lex Manilia).
Wojnę z Mitrydatesem i Tigranesem kontynuował i zakończył ostatecznie Pompejusz, który miał już ułatwione zadanie, gdyż siły Mitrydatesa po wieloletniej wojnie z Lukullusem były już mocno nadszarpnięte. W 63 p.n.e. Lukullus odbył triumf w Rzymie z powodu zwycięstw nad Mitrydatesem Eupatorem.

## Ostatnie lata
Resztę życia spędził w swych dobrach, prowadząc niezwykle wystawny tryb życia. Ze Wschodu sprowadził do Rzymu liczne dzieła sztuki i zbiory biblioteczne, budował luksusowe rezydencje, zakładał egzotyczne ogrody. W dzisiejszym Neapolu wybudował wspaniałą willę Castellum Lucullanum. Zasłynął również jako smakosz – określany niekiedy jako największy łakomczuch starożytności, który swoimi ucztami z najdroższymi i najbardziej wyszukanymi daniami wprawiał w osłupienie ówczesny Rzym – „lukullusowe uczty" stały się przysłowiowe. Jemu też przypisuje się sprowadzenie do Europy czereśni.